# Patricio O’Ward

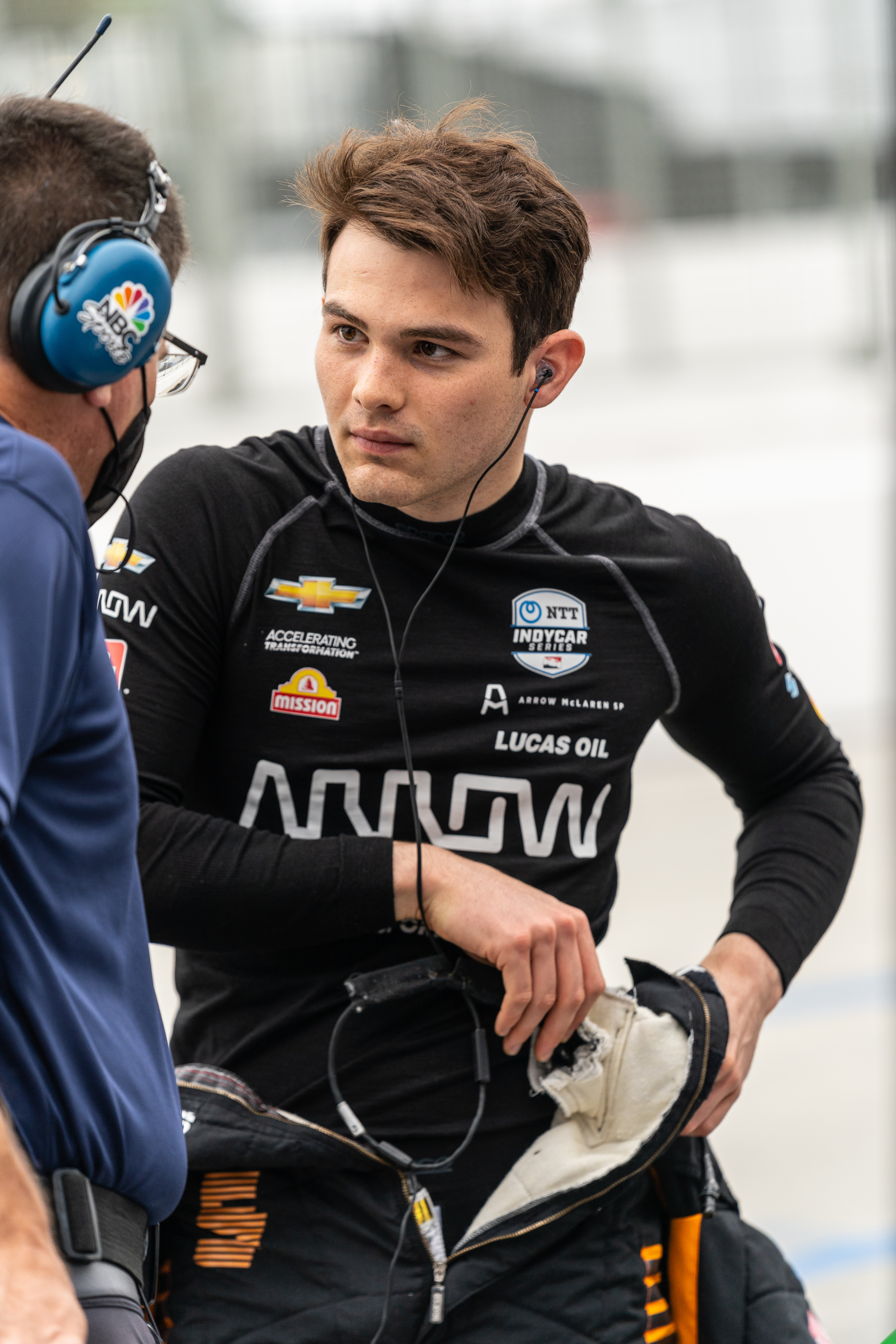
O’Ward (2021)

Patricio O’Ward Junco (auch bekannt als Pato O’Ward; * 6. Mai 1999 in Monterrey) ist ein mexikanischer Automobilrennfahrer. Er gewann 2017 die IMSA SportsCar Championship in der PC-Klasse und 2018 die Indy Lights. Seit 2019 startet er in der IndyCar Series und fährt dort derzeit für Arrow McLaren SP.

## Karriere
O’Ward begann seine Motorsportkarriere 2005 im Kartsport, wo er bis 2012 aktiv blieb und verschiedene mexikanische und nordamerikanische Meisterschaften gewann.
2013 gab O’Ward sein Debüt im Formelsport, wobei er in mehreren Rennen in der Latam Fórmula 2000, der Formel Renault 1.6 NEC und in der Pacific F2000 teilnahm. 2014 absolvierte eine Saison in der Französischen Formel-4-Meisterschaft, in der er die ersten zwei Wochenendrennen verpasst. Mit einem Sieg beendete er die Saison auf dem siebten Gesamtrang.
2015 wechselte O’Ward in die Vereinigten Staaten, um in der Pro Mazda Championship zu starten. Er fuhr für das Team Pelfrey, erreichte drei Podestplatzierungen und beendete die Saison auf dem fünften Gesamtrang. In dem Winter 2015/16 debütierte O’Ward in der neu gegründeten Mexikanischen Formel-4-Meisterschaft bei Martiga EG. Er gewann neun von zwölf Rennen und wurde Gesamtdritter. 2016 absolvierte er seine zweite Pro-Mazda-Saison. Er gewann sieben Rennen und wurde Gesamtzweiter hinter seinem Teamkollegen Aaron Telitz.
2017 wechselte O’Ward in der PC-Klasse der IMSA WeatherTech SportsCar Championship. Für Performance Tech Motorsports fuhr er zusammen mit James French. Die beiden erhielten sieben Klassensiege, darunter beim 24-Stunden-Rennen von Daytona und beim 12-Stunden-Rennen von Sebring. Sie beendeten die Saison auf dem ersten Platz der PC-Wertung. O’Ward startete ebenfalls bei den ersten vier Rennen in der Indy Lights für das Team Pelfrey, wobei er einen dritten Platz in St. Petersburg als bestes Ergebnis erreichte.

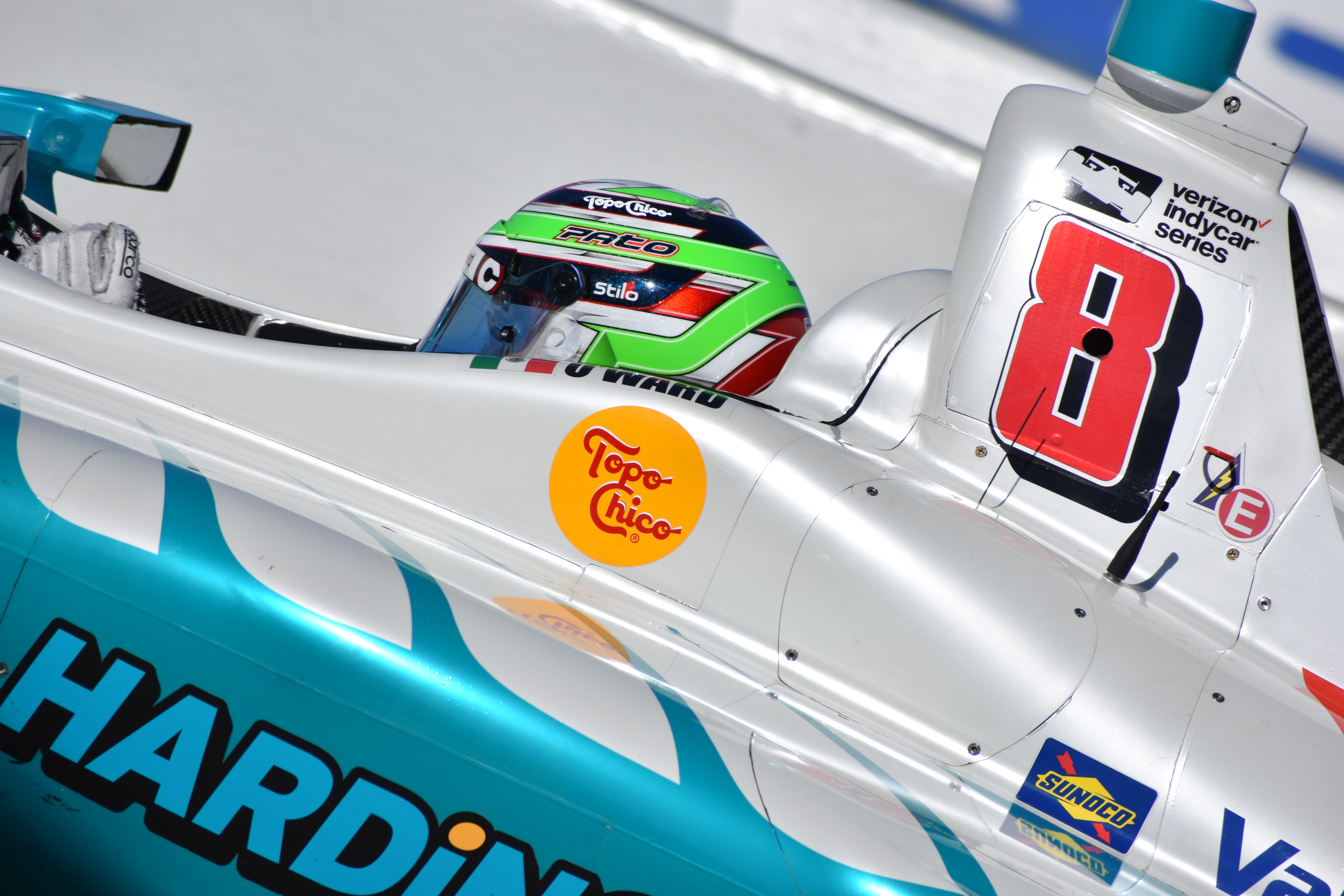
O’Ward für Harding Racing bei seinem IndyCar Series Debüt in Sonoma 2018

Anfang 2018 nahm O’Ward für Performance Tech diesmal in der Prototype-Klasse am 24-Stunden-Rennen von Daytona und am 12-Stunden-Rennen von Sebring teil. Im Gegensatz zur vorherigen Saison erhielt er ein Vollzeitcockpit in der Indy Lights. Er entschied neun von siebzehn Rennen für sich und er wurde Gesamtmeister vor Colton Herta. Nach dem Titelgewinn debütierte O’Ward beim IndyCar-Saisonfinale in Sonoma, wo er auf Anhieb auf dem 9. Platz ins Ziel kam.
2019 sollte O’Ward ursprünglich in der IndyCar Series für Harding Steinbrenner Racing teilnehmen, aber er verließ das Team weniger als einen Monat vor dem Start der Saison  aufgrund von Budgetproblemen. Stattdessen nahm er in der Serie für Carlin Motorsport in sieben Rennen teil. Seine beste Platzierung war ein achter Platz in Austin. Für das Indianapolis 500 konnte er sich nicht qualifizieren. Im Mai 2019 wurde O’Ward ins Förderprogramm von Red Bull aufgenommen. Er übernahm in zwei Rennen der Formel 2 das Cockpit des suspendierten Mahaveer Raghunathan. Im selben Jahr kam er in der Super Formula beim Team Mugen als Vertretung für Daniel Ticktum zum Einsatz. Er fuhr in drei Rennen, im denen er einen sechsten Platz als bestes Ergebnis erreichte.
Im November 2019 verließ O’Ward Red Bull und erhielt bei Arrow McLaren SP ein Cockpit in der IndyCar Series 2020. Er erreichte dreimal den zweiten und einmal den dritten Platz sowie einen sechsten Platz im Indianapolis 500. O’Ward schloss die Saison als Gesamtvierter ab. In der Saison 2021 gewann er im vierten Rennen auf dem Texas Motor Speedway sein erstes IndyCar-Rennen. Das achte Rennen in Detroit gewann er auch. Damit lag er für ein Rennen an der Spitze der Fahrerwertung. Beim Saisonfinale hatte er als Zweitplatzierter hinter Alex Palou noch Titelchancen. Durch eine defekte Antriebswelle fiel er aus und belegte den dritten Platz der Meisterschaft.

## Statistik

### Karrierestationen
- 2013: Pazifik Formel F2000 (Platz 5)
- 2013: Formel Renault 1.6 NEC (Platz 7)
- 2013: Latam Formel 2000 (Platz 12)
- 2014: Französische Formel-4-Meisterschaft (Platz 7)
- 2015: Pro Mazda Championship (Platz 6)
- 2015/16: Mexikanische Formel-4-Meisterschaft (Platz 3)
- 2015: Pro Mazda Championship (Platz 2)
- 2016: IMSA Mazda Prototype Lites, L1 (Platz 16)
- 2017: Indy Lights (Platz 15)
- 2017: IMSA WeatherTech SportsCar Championship, PC (Meister)
- 2018: Indy Lights (Meister)
- 2018: IMSA WeatherTech SportsCar Championship, P (Platz 41)
- 2018: IMSA Prototype Challenge, LMP3 (Platz 26)
- 2018: IndyCar Series (Platz 31)
- 2019: Super Formula (Platz 18)
- 2019: FIA-Formel-2-Meisterschaft (Platz 26)
- 2019: IndyCar Series (Platz 26)
- 2020: IndyCar Series (Platz 4)
- 2021: IndyCar Series (Platz 3)
- 2022: IndyCar Series (Platz 7)
- 2023: IndyCar Series (Platz 4)

- 2024: IndyCar Series (Platz 5)

### Einzelergebnisse in der IndyCar Series
| Jahr | Team             | 1   | 2   | 3   | 4   | 5    | 6     | 7    | 8   | 9   | 10   | 11   | 12   | 13  | 14  | 15   | 16   | 17  | Punkte | Rang |
| ---- | ---------------- | --- | --- | --- | --- | ---- | ----- | ---- | --- | --- | ---- | ---- | ---- | --- | --- | ---- | ---- | --- | ------ | ---- |
| 2018 | Harding Racing   | STP | PHO | LBH | ALA | IMS  | INDY  | DET  | DET | TXS | ROA  | IOW  | TOR  | MDO | POC | STL  | POR  | SNM | 44     | 31.  |
| 2018 | Harding Racing   |     |     |     |     |      |       |      |     |     |      |      |      |     |     | 9    |      |     | 44     | 31.  |
| 2019 | Carlin           | STP | COA | ALA | LBH | IMS  | INDY  | DET  | DET | TXS | ROA  | TOR  | IOW  | MDO | POC | STL  | POR  | LAG | 115    | 26.  |
| 2019 | Carlin           |     | 8   | 16  | 12  | 19   | DNQ   | 14   | 11  |     | 17   |      |      |     |     |      |      |     | 115    | 26.  |
| 2020 | Arrow McLaren SP | TXS | IMS | ROA | ROA | IOW  | IOW   | INDY | STL | STL | MDO  | MDO  | IMS  | IMS | STP |      |      |     | 416    | 4.   |
| 2020 | Arrow McLaren SP | 12  | 8   | 8   | 2*  | 4L   | 12L   | 615  | 3*  | 2L  | 11   | 9    | 22   | 5   | 2   |      |      |     | 416    | 4.   |
| 2021 | Arrow McLaren SP | ALA | STP | TXS | TXS | IMS  | INDY  | DET  | DET | ROA | MDO  | NSH  | IMS  | STL | POR | LAG  | LBH  |     | 487    | 3.   |
| 2021 | Arrow McLaren SP | 4L  | 19  | 3   | 1L  | 15   | 412   | 3L   | 1L  | 9   | 8    | 13   | 5L   | 2L  | 14L | 5    | 27   |     | 487    | 3.   |
| 2022 | Arrow McLaren SP | STP | TXS | LBH | ALA | IMS  | INDY  | DET  | ROA | MDO | TOR  | IOW1 | IOW2 | IMS | NSH | GAT  | POR  | LAG | 480    | 7.   |
| 2022 | Arrow McLaren SP | 12  | 15  | 5   | 1L  | 19L  | 27L   | 5    | 26  | 24L | 11L  | 2    | 1L   | 12  | 24  | 4L   | 4    | 8   | 480    | 7.   |
| 2023 | Arrow McLaren SP | STP | TXS | LBH | ALA | IMS  | INDY  | DET  | ROA | MDO | TOR  | IOW1 | IOW2 | NSH | IMS | GAT  | POR  | LAG | 484    | 4.   |
| 2023 | Arrow McLaren SP | 2L  | 2L  | 17  | 4   | 2L   | 245L* | 26L  | 3   | 8   | 8    | 3    | 10   | 8   | 3   | 2L   | 4    | 9L  | 484    | 4.   |
| 2024 | Arrow McLaren    | STP | LBH | ALA | IMS | INDY | DET   | ROA  | LAG | MDO | IOW1 | IOW2 | TOR  | GAT | POR | MIL1 | MIL2 | NSH | 460    | 5.   |
| 2024 | Arrow McLaren    | 1   | 16  | 23  | 13  | 28L  | 7     | 8    | 8   | 1L  | 2    | 6    | 17   | 26  | 15  | 1L*  | 24   | 2L  | 460    | 5.   |
| 2025 | Arrow McLaren    | STP | TTC | LBH | ALA | IMS  | INDY  | DET  | GAT | ROA | MDO  | IOW1 | IOW2 | TOR | LAG | POR  | MIL1 | NSH | 469    | 2.   |
| 2025 | Arrow McLaren    | 11  | 2L* | 13  | 6   | 2    | 33L   | 7L   | 2L  | 17  | 5    | 1L   | 5    | 1L  | 5   |      |      |     | 469    | 2.   |

Legende

### Sebring-Ergebnisse
| Jahr | Team                         | Fahrzeug    | Teamkollege  | Teamkollege | Platzierung            | Ausfallgrund |
| ---- | ---------------------------- | ----------- | ------------ | ----------- | ---------------------- | ------------ |
| 2017 | Performance Tech Motorsports | Oreca FLM09 | James French | Kyle Masson | Rang 5 und Klassensieg |              |
| 2018 | Performance Tech Motorsports | Oreca 07    | James French | Kyle Masson | Ausfall                | Defekt       |